# 旅人まりーしゃ
旅人まりーしゃ（たびびとまりーしゃ、本名：平川真梨子（ひらかわまりこ）は、日本の旅行コラムニストである。バックパッカー歴12年、121カ国訪問（2019年現在）。『週刊プレイボーイ』公式ニュースサイトでの旅コラム連載は5年間半・230回を超える。

## 略歴
東京都大田区生まれ。年齢非公開。 

## 人物・エピソード
世界・ふしぎ発見!のレポーターに憧れ、2012年に世界一周旅行に出発。2019年7月現在で121カ国を訪問。2012年から2018年7月までは「旅人マリーシャ」として署名。その後は「旅人まりーしゃ」と表記を変更。 

## 資格
- 普通自動車運転免許
- スキューバダイビング (PADIアドバンスドオープンウォーター)

## コラム
- 週刊プレイボーイ公式サイト「週プレNEWS」にて、世界一周旅コラム「旅人マリーシャ世界一周 紀行 Blue Hunter」を連載中(2019年7月現在連載230回)
- 世界クリエイティブニュースサイト「街角のクリエイティブ」に月1コラム連載中
- 航空会社ピーチアビエーション旅のキュレーションサイト「COMOMO」旅情報記事を掲載
- 「週プレNEWS」に“リヤカーマン”こと永瀬忠志さんとインタビュー対談を掲載
- 100ヵ国を巡った達人、マリーシャの旅日記（FOXセレクション）

## 過去の出演履歴
- 地球の歩き方ムック本「世界のビーチBEST100 2016」ビーチスペシャリストとして出演
- FWD富士生命保険ウェブCM出演
- 「ぶるぺん〜今まさに世に出ようとしている『あったまった人々』が登場!〜」出演
- ラジオ島田秀平「開運ラジオ」出演2018
- ドコモ「For Ones」CM2017
- スカパーFOXテレビ「FOX SELECTION」H.I.S.海外旅行ツアーCM
- 夏フェス旅祭2017トークショー出演「100カ国を周った旅人たちとのトークセッション」
- ネットラジオCwave「Aiとみんなの”夢の叶え方”」出演
- TV朝日「全力坂」
- ラジオ島田秀平「開運ラジオ」出演
- 2015 週刊プレイボーイ本誌ブラジルW杯2014カラーページ特集
- TBSテレビ「ジョブチューン」毎週土曜アシスタントレギュラー
- 銀座三愛San-ai「S356」Sサイズ服モデルレギュラー
- ホンダツインリンクもてぎエンジェル4期生